# Измайлов, Михаил Иванович (участник Норильского восстания)
Михаил Иванович Измайлов (1926—после 1985) — участник Великой Отечественной войны, член забастовочного комитета 1-го лагерного отделения Горлага во время восстания заключённых в Горлаге (Норильск) в 1953 году.

## Биография
Родился в крестьянской семье в селе Дубровичи Солотчинского района Рязанской области. Образование 5 классов.
17 августа 1944 года призван Рязанским городским военкоматом в ряды РККА. Стрелок 2-го стрелкового батальона 248 полка 83 гвардейской стрелковой дивизии. 17 января 1945 года был контужен.
6 апреля 1945 года в боях севернее Алтенберга М. И. Измайлов подполз к вражескому доту, при помощи гранат уничтожил солдат противника и вывел из строя пулемёт, взяв при этом в плен одного немецкого солдата. За это был 24 апреля 1945 года награждён Орденом Славы 3 степени.
26 апреля 1945 года во время операции по высадке десанта на косу Фрише-Нерунг Измайлов первым поднялся в атаку и, увлекая за собой своё отделение, огнём своего автомата и гранатами уничтожил 16 и взял в плен 5 немецких солдат. За проявленный героизм в этом сражении 17 мая 1945 года был награждён Орденом Отечественной войны I степени.
13 августа 1946 года арестован в Южно-Сахалинске, где, по сведениям Красноярского отделения общества «Мемориал», служил помощником машиниста.
21 сентября 1946 года Военным трибуналом Южно-Сахалинского гарнизона был осуждён по статьям 58-8 (терроризм), 193-2 пункт «г» (неисполнение приказа в военное время) и 193-7 пункт «в» УК РСФСР (самовольная отлучка военнослужащего свыше двух часов в военное время) к 8 годам лишения свободы и с поражением в политических правах по пунктам «а», «б», «в», «г», «д» и «е» статьи 31 УК РСФСР на 5 лет.
В Норильлаг прибыл 31 октября 1946 года. 27 ноября 1946 года переведён в Зыковский ИТЛ Красноярска. 4 августа 1948 прибыл из Сиблага в 1-е лагерное отделение Горлага на рудник «Медвежий ручей».
26 мая 1953 года началась забастовка заключённых Горлага, самое продолжительное и массовое выступление заключённых в истории ГУЛАГа. По данным архивов число одновременно бастующих доходило до 16 378 человек.
Измайлов был избран членом забастовочного комитета и начальником штаба восстания в 1-м лагерном отделении Горлага, который помещался в диспетчерской рудника «Медвежий ручей».
Имя Михаила Измайлова неоднократно упоминается в Хронике Норильского восстания:

8 июня. В 1-е лаготделение явилась московская комиссия под председательством М. В. Кузнецова. Переговоры с ней вели Иван Касилов, Павел Френкель, Михаил Измайлов — члены комитета. Заключённый Дубасов рассказал о побоях и издевательствах оперчекотдела, о «ледяном карцере». Выступали иностранцы, требуя отправки на родину. Комиссия была в зоне 40 минут.
Днём 8 июня 1953 года был отправлен из жилой зоны 1-го лаготделения в бастующую производственную зону того же отделения вместе вместе с Б. А. Евдокимовым и заключённым по имени Николай, для того, чтобы забастовщики в производственной зоне выбрали своих трёх представителей и направили их в жилую. Представители производственной зоны, так и не прибыли, когда вернулся Измайлов и его два товарища неясно

13 июня 1953 года. 1-е лаготделение. По радио (громкоговорители установлены вокруг всей зоны) полковник Кузнецов приказывает заключённым выйти за зону, он кричит: «Ломайте окна и двери! Не бойтесь Френкеля и Касилова! Бейте их! Режьте их!». Понимая, что дальнейшее сопротивление поведёт к кровопролитию, комитет приказывает заключённым выходить из зоны. На вахте охрана сразу арестовывает Френкеля, Касилова, Коваленко, Измайлова, Галему и других членов комитета, их отправляют в центральный штрафной изолятор Горлага.
После ареста был заключён в лагерную тюрьму у горы Шмидтихи вместе с активистами из других лагерных отделений: Евгеном Грицяком, Владимиром Недоростковым, Владимиром Русиновым, Иваном Ходневичем и Иваном Стригиным.
21 июля 1954 года вместе с И. С. Касиловым, П. А. Френкелем и Л. В. Коваленко осуждён Постоянной сессией Красноярского краевого суда за руководство массовыми беспорядками в жилой зоне Горного лагеря МВД СССР с 1 по 13 июня 1953 года и приговорён по статье 59-2 УК РСФСР к 1 году лишения свободы, с поглощением неотбытого срока по прежнему приговору. 22 сентября 1954 года вывезен в Красноярск.
8 мая 1956 года данный приговор отменён, а дело прекращено за недоказанностью обвинения. Согласно определению Судебной коллегии по уголовным делам Верховного суда РСФСР:

Допрошенные в суде свидетели не подтвердили того факта, что Френкель, Касилов, Измайлов и Коваленко были инициаторами или участниками беспорядков, возникших в лагере 1 июня 1953 г. […] То обстоятельство, что осуждённые по делу лица входили в состав так называемого «комитета», на даёт оснований к осуждению их по ст. 59-2 ч. 2 УК РСФСР, так как в деле не имеется данных, подтверждающих их причастность к организации этого беспорядка. Из материалов дела также видно, что этот «комитет», в который входило около 20 человек заключённых, был ими организован несколько дней <...> после возникновения беспорядков среди заключённых и в задачу этого «комитета» входило поддержание порядка в жилой зоне лагеря до прибытия комиссии. Действия этих осуждённых в момент их нахождения в «комитете» ничем не отличались от действий других заключённых, входивших в этот «комитет».
17 мая 1985 года в связи с 40-летием победы в Великой Отечественной войне награждён Орденом Отечественной войны I степени.
5 сентября 1989 года М. И. Измайлов был реабилитирован Военным Трибуналом Забайкальского Военного округа по делу 1946 года.

## Воспоминания современников
В воспоминаниях о Норильском восстании, Евгений Грицяк перечисляет имена узников Горлага, сохранившихся в его памяти, среди которых есть и имя Михаила Измайлова:

Без какого-либо преувеличения могу уверенно сказать, что все эти бывшие узники Горного лагеря были инициаторами и руководителями той великой и тяжелой борьбы, что вошла в историю под названием Норильское Восстание.
Измайлова Грицяк описывает так:

Но пока нас перевели ещё в одну камеру, где сидел один из активистов сопротивления 1-го лаготделения — рязанец Михаил Измайлов. Он очень любил Есенина и просто засыпал нас его стихами…
Иногда, заканчивая какое-нибудь стихотворение, Измайлов сообщал:
— Это не Есенин писал, это я.